# Вожаёль (приток Лемъю)
Вожаёль — река в России, протекает в Сосногорском районе Республики Коми. Устье реки находится в 120 км по правому берегу реки Лемъю. Длина реки составляет 23 км.

## Этимология гидронима
Вожаёль — «Разветвленный ручей» в переводе с коми. От вожа — «ветвь», «приток», -а — суффикс наличия и ёль — «ручей», «лесная речка».

## Данные водного реестра
По данным государственного водного реестра России относится к Двинско-Печорскому бассейновому округу, водохозяйственный участок реки — Печора от водомерного поста у посёлка Шердино до впадения реки Уса, речной подбассейн реки — бассейны притоков Печоры до впадения Усы. Речной бассейн реки — Печора.
Код объекта в государственном водном реестре — 03050100212103000061166.